# NGC 7068
NGC 7068 este o infrared source⁠(d) situată în constelația Pegas. A fost descoperită în 7 noiembrie 1863 de către Albert Marth.